# Qualidade de vida
Qualidade de vida é o método utilizado para mensurar as condições de vida de um ser humano, é o conjunto de condições que contribuem para o bem estar físico e espiritual dos indivíduos em sociedade. Envolve o bem estar espiritual, físico, psicológico e emocional, relacionamentos sociais saúde, educação, poder de compra, habitação, saneamento básico e outras circunstâncias da vida. Ela manifesta uma síntese cultural de todos os elementos que determinada sociedade considera seu padrão de conforto e bem-estar. Não deve ser confundida com padrão de vida, uma medida que quantifica a qualidade e quantidade de bens e serviços disponíveis.
Avaliação:
A Organização Mundial da Saúde desenvolveu um questionário para aferir a qualidade de vida, que possui duas versões validadas para o português, o 100 (composto por 100 questões) denominado tecnicamente como WHOQOL-100 e o composto por 26 questões chamado pelo acrônimo WHOQOL-bref.
É composto por seis domínios: o físico, o psicológico, o do nível de independência, o das relações sociais, o do meio ambiente e o dos aspectos religiosos.

## Índice de desenvolvimento humano
O Índice de Desenvolvimento Humano (IDH) é uma medida comparativa de riqueza, alfabetização, educação, esperança média de vida, natalidade e outros fatores. É uma maneira padronizada de avaliação e medida do bem-estar de uma população, especialmente o bem-estar infantil.

## No trabalho
Existem diversas interpretações para qualidade de vida no trabalho: desde o foco médico da ausência de doenças da pessoa, até as exigências de recursos, objetos e procedimentos que atendam demandas coletivas em determinada situação, compondo amplos programas de qualidade de vida no trabalho (QVT).
De maneira genérica, pode-se dizer que qualidade de vida no trabalho (QVT) é um conjunto de ações que envolve diagnóstico e implantação de melhorias e inovações gerenciais, tecnológicas e estruturais dentro e fora do ambiente de trabalho, visando propiciar condições plenas de desenvolvimento humano para e durante a realização do trabalho.
A sociedade vive novos paradigmas sobre modos de vida dentro e fora do trabalho, construindo novos valores relativos às demandas de QVT. Desse modo, diversas ciências têm dado suas contribuições, tais como:
- Saúde: Busca preservar a integridade física, mental e social do ser humano. Está indo além do controle de doenças em vista de avançar em dimensões biomédicas e proporcionar maior expectativa de vida;
- Ecologia: Atribui ao homem responsabilidade pela preservação do sistema dos seres vivos e dos insumos da natureza;
- Ergonomia: Estuda as condições de trabalho visando o conforto dos trabalhadores;
- Psicologia: Demonstra a influência das atitudes internas de cada pessoa em seu trabalho e a importância do significado das necessidades individuais para seus desenvolvimentos no trabalho;
- Administração: Procura aumentar a capacidade de mobilizar recursos para atingir resultados, em ambiente cada vez mais complexo, mutável e competitivo;
- Engenharia: Elabora formas de produção voltadas para a flexibilização da manufatura, armazenamento de materiais, uso da tecnologia, organização do trabalho e controle de processos.[6]